# Luigi Ferraris (Fußballspieler)
Luigi Ferraris (* 18. November 1887 in Florenz; † 23. August 1915 am Monte Maggio) war ein italienischer Fußballspieler.

## Werdegang
Als Jugendlicher kam der sportbegeisterte Ferraris nach Genua. Dort schloss er sich dem CFC Genua an, seinerzeit einer der bedeutendsten Fußballvereine Italiens. Mit dem Klub gewann er 1904 die Nachwuchsmeisterschaft, bei der im Endspiel Juventus Turin mit einem 4:0-Erfolg deutlich besiegt wurde. Bis 1911 spielte er anschließend in der Wettkampfmannschaft des Klubs, die er zeitweilig als Mannschaftskapitän anführte. Anschließend ging er beruflich nach Mailand, wo er eine Anstellung bei Pirelli fand, und wurde mit einem Abschiedsspiel geehrt.
Mit Eintritt Italiens in den Ersten Weltkrieg im Mai 1915 wurde Ferraris als Leutnant zum 1. Artillerie-Regiment eingezogen. Im August des Jahres wurde er bei der Schlacht am Monte Maggio von einem Schrapnell getroffen und tödlich verwundet.
Anlässlich des 40. Gründungstages des CFC Genua wurde 1933 das Heimatstadion des Klubs in Stadio Luigi Ferraris umbenannt, während der Zeremonie wurde ihm postum die Tapferkeitsmedaille verliehen und unter der Nordtribüne begraben. 